# Henry Blundell
Henry Blundell (* 1813 in Dublin, Irland; † 15. Juni 1878 in Sydney, Australien) war ein irischer Journalist und der Gründer der Tageszeitung The Evening Post (1865) in Wellington, Neuseeland.

## Leben und Wirken
Über Henry Blundells Eltern, seine Kindheit und seine Schulzeit ist nichts bekannt. In sehr jungen Jahren erlernte er das Handwerk des Druckers. Mit 20 Jahren bekam er einen Job bei der Dublin Evening Post, deren Management er später übernahm, bis er nach 27 Jahren wegen Uneinigkeit in Personalangelegenheiten das Unternehmen verließ.
Im Jahre 1845 oder 1846 heiratete er Margaret McGowan, mit der er drei Söhne und drei Töchter hatte.
1860 emigrierte er mit seinen Kindern ohne seine Frau, die ihn wohl vorher verlassen hatte, nach Australien und lebte für eine kurze Zeit in Melbourne, ging dann aber 1861 nach Neuseeland, um in Christchurch die Position des Co-Managers der Lyttelton Times zu übernehmen. Die Position erfüllte aber seine Erwartungen nicht, so dass er bald wieder zurück nach Melbourne ging. 1863 kam er schließlich wieder zurück nach Neuseeland, um einen Job bei der Otago Daily Times anzunehmen. 1864 zog es ihn infolge des Goldrauschs am Wakamarina River nach Havelock, wo er in Partnerschaft mit David Curle am 1. Juni 1964 die Havelock Mail erstmals herausgab. Doch der "Rausch" war schnell vorüber und die Zeitung nach wenigen Monaten im November desselben Jahres wieder eingestellt.
Blundell und sein Partner entschieden sich, nach Wellington zu gehen und, da es dort noch keine täglich erscheinende Zeitung gab, die Chance zu nutzen, eine Tageszeitung zu etablieren. Am 8. Februar 1865 erschien The Evening Post erstmals, aber unter finanziellen Schwierigkeiten. Curle, sein Partner, gab im Juli auf und beide trennten sich im Einvernehmen. Blundell übernahm alle Schulden und führte die Abendzeitung mit seinen beiden Söhnen John und Henry weiter. Louis, sein dritter Sohn, trat nach Beendigung seiner Schulzeit in Dublin ebenfalls ins Unternehmen ein.
Die Zeit war trotz aller Schwierigkeiten günstig für eine Tageszeitung. Wellington war mit nur 5.000 Einwohnern gerade dabei, wieder Hauptstadt der Kolonie Neuseeland zu werden und die einzigen Konkurrenten, der Wellington Independent, der New Zealand Advertiser und der New Zealand Spectator erschienen drei Mal pro Woche oder nur wöchentlich, wobei letzterer im August 1865 für immer die Druckmaschinen ausschaltete.
Blundell versprach in der ersten Ausgabe seiner Zeitung einen liberalen Journalismus, der keine Grenzüberschreitungen zulassen und sich parteipolitisch neutral verhalten würde. In diesem Sinne grenzte er sich von seinen Konkurrenten erheblich ab. Er stand mit seiner Zeitung für Fairness und Unabhängigkeit, Merkmale, an die sich seine familiären Nachfolger über die Generationen hinweg hielten. 1874 zog sich Blundell aus der Geschäftsführung der Zeitung zurück und übergab diese Aufgabe seinen drei Söhnen. Nun im Ruhestand stattete er seinem Heimatland Irland einen Besuch ab und bereiste nach seiner Rückkehr Australien, wo er nach einer Seereise am 15. Juni 1878 in Sydney plötzlich verstarb.
In einer Nachbetrachtung seiner journalistischen Tätigkeit in der Evening Post wurde Blundell als richterlich, gemäßigt und als in seinen Kritiken geneigt, gnädig zu sein, bezeichnet und seine Person als freundlich, sympathisch und humorvoll gewürdigt. Seine Evening Post blieb bis 1972 im Familienbesitz und hatte in ihrer Kontinuität bis hin zu ihrer Einstellung und Fusion mit dem Dominion im Jahr 2002 einen guten Ruf und wurde verbunden mit der Stadt Wellington, mit ihrer Stadtgeschichte und mit der Erinnerung an die Familie Blundell.
Henry Blundell wurde nach seinem Tod nach Wellington überführt und im Bolton Street Memorial Park beerdigt.